# Náprstek-Museum

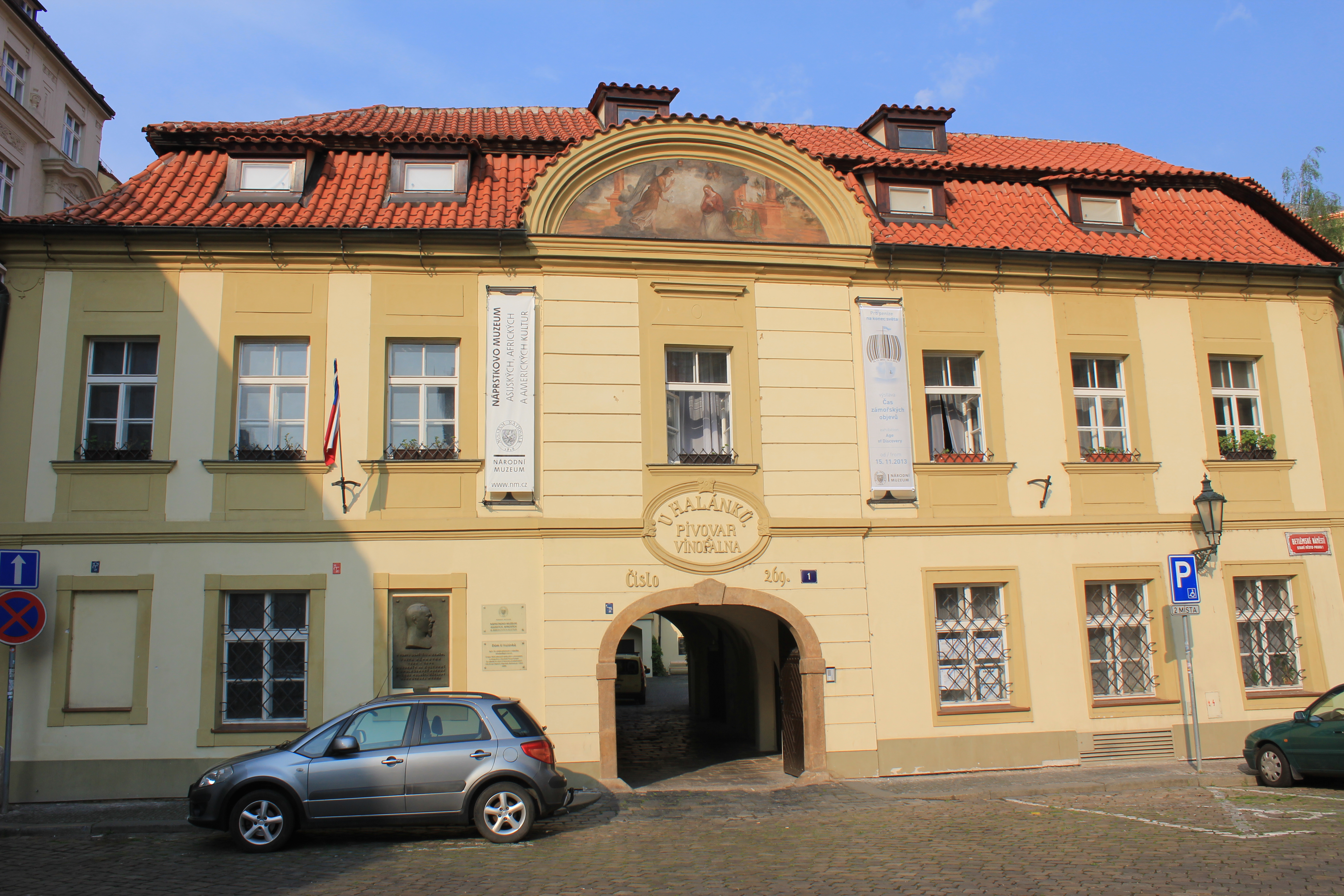
Náprstkovo muzeum (Haus „U Halánků“)

Das Náprstek-Museum (tschechisch Náprstkovo muzeum Praha) ist ein Museum der asiatischen, afrikanischen und amerikanischen Kunst in Prag. Es wurde von Vojtěch Náprstek (1826–1894) gegründet. Das Náprstek-Museum gehört zum Nationalmuseum Prag.

## Dauerausstellung
- Indianerkulturen in Nord- und Südamerika (1. OG)
- Kulturen in Australien und Pazifik (3. OG)